# ザ・インタープリター
『ザ・インタープリター』（The Interpreter）はシドニー・ポラック監督によるニコール・キッドマン及びショーン・ペン主演、2005年製作アメリカ・ドラマ/社会派のサスペンス映画である。
タイトルの“インタープリター”（Interpreter）とは「通訳」の意。

## 概要
本作公開から3年後に他界したシドニー・ポラック生涯最後の監督映画。国連通訳として働く女性が、アフリカの小国マトボの大統領暗殺計画を聞いてしまったことから起こるサスペンス。
国連では長年、内部での映画などのロケの許可を与えてこなかったが、この映画には特別に許可を与えたとの事である。

## ストーリー
アフリカのマトボ共和国で育ち、その土地の言葉であるクー語を理解するシルヴィアは、ニューヨークの国連で通訳として働いていた。シルヴィアはある日、マトボ共和国の大統領であるズワーニの暗殺計画を小耳に挟んでしまう。

## キャスト
※括弧内は日本語吹替
- シルヴィア・ブルーム - ニコール・キッドマン（渡辺美佐）
- トビン・ケラー - ショーン・ペン（山路和弘）
- ドット・ウッズ - キャサリン・キーナー（深見梨加）
- ニルス・ラッド - イェスパー・クリステンセン（清川元夢）
- フィリップ・ブレ - イヴァン・アタル（咲野俊介）
- リー・ウー - クライド・クサツ（田口昂）
- エドモンド・ズワーニ - アール・キャメロン（佐々木梅治）
- クマン・クマン - ジョージ・ハリス（石田圭祐）
- キング捜査官 - ロバート・クロヘシー
- ルイス捜査官 - テリー・セルピコ
- チャーリー・ラッセル - デイヴィッド・ザヤス
- ジェイ・ペティグリュー - シドニー・ポラック（クレジットなし）（有本欽隆）

## 評価
レビュー・アグリゲーターのRotten Tomatoesでは194件のレビューで支持率は57%、平均点は6.00/10となった。Metacriticでは41件のレビューを基に加重平均値が62/100となった。